# Thoriumnitrat
Thoriumnitrat (Th(NO3)4) ist eine farblose, leicht in Wasser und Ethanol lösliche chemische Verbindung, das Thoriumsalz der Salpetersäure. Das Nitrat ist ein wichtiges Zwischenprodukt bei der Darstellung von Thorium(IV)-oxid sowie von Thoriummetall und wird auch bei der Erzeugung von Gasglühkörpern eingesetzt.

## Eigenschaften

### Chemische Reaktionen
Thoriumnitrat selbst ist nicht entflammbar, jedoch – wie andere Nitrate – brandfördernd. Mischungen mit brennbaren Stoffen können daher beim Entzünden heftig oder explosiv reagieren. Die dabei entstehenden Gase enthalten gesundheitsschädliche Stickstoffverbindungen.
Wässrige Lösungen reagieren sauer, da durch Hydrolyse Salpetersäure entsteht. Die Lösungen zersetzen sich langsam unter Abscheidung sogenannter basischer Thoriumnitrate.

### Auswirkungen auf die Gesundheit
Thoriumnitrat selbst ist gering giftig, die freiwerdende Alphastrahlung kann jedoch in größeren Mengen gesundheitsschädigend wirken. Die Emission von Beta- und Gammastrahlung ist eher gering. Der Staub kann Augen, Nase, Rachen und Haut reizen. Bei Augenkontakt sollten die Augen gründlich mit fließendem Wasser gespült werden.
Bei Mäusen bewirkte orale Gabe in hoher Dosis tödliche gastrointestinale Störungen wie Magengeschwüre und Darmblutungen. Beim Verschlucken wird empfohlen, viel zu trinken. In jedem Fall ist sofort ein entsprechender Arzt aufzusuchen. Die Substanz kann Übelkeit, Benommenheit, Erbrechen, Bauchkrämpfe, blutige Durchfälle, Krampfanfälle und Kreislaufkollaps hervorrufen.

### Radioaktivität
Thoriumnitrat besitzt eine spezifische Aktivität von 3,93 kBq/g.

## Verwendung

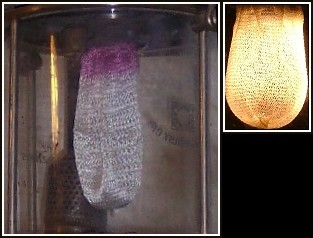
Glühstrumpf, links vor dem ersten Gebrauch, rechts nach vorsichtigem Abbrennen des Gewebes und Inbetriebnahme der Lampe.

Am wichtigsten war bis vor einigen Jahren die Verwendung zur Herstellung von Glühstrümpfen, die die Lichtausbeute bei Gaslampen verbesserten. Mittlerweile wurde die Substanz jedoch erfolgreich durch nichtradioaktive Materialien ersetzt.
Auch wurde es für die Herstellung von Elektroden zum Schweißen gebraucht (Wolfram-Inertgas-Schweißen (WIG)). Ebenso wurden Kathoden für Magnetron- und Wanderfeldröhren unter Verwendung von Thoriumnitrat hergestellt, da diese in der Lage waren, freie Elektronen auch bei niedrigen Temperaturen zu emittieren und zudem eine längere Lebensdauer hatten.

### Als Bestandteil von Thorium-X
Thoriumnitrat ist ein Bestandteil von Thorium-X, einer Mischung verschiedener radioaktiver Isotope, welche früher unter anderem für die Erzeugung der damals für besonders gesund gehaltenen Zahnpasta Doramad, welche jedoch nach den Atombombenabwürfen auf Hiroshima und Nagasaki wegen der seitdem offenkundlichen Schädlichkeit von Radioaktivität vom Markt genommen wurde. Ebenso gab es unter der Bezeichnung Thorium-X Salben, Badezusätze und Tinkturen vor allem gegen Ekzeme. Diese Verwendung hatte z. T. schwerwiegende Spätfolgen.
Thorium-X wurde vielseitig erforscht, unter anderem seine (vermuteten positiven) Auswirkungen auf das Immunsystem und auf Mykosen.
In den 1960er-Jahren wurde Thorium-X auch gegen Morbus Bechterew eingesetzt.